# Тернів (Польща)
Тернів (або Тарнів, Тарнув, пол. Tarnów) — село в Польщі, у гміні Вербиця Холмського повіту Люблінського воєводства. Населення — 95 осіб (2011).

## Історія
1564 року вперше згадується православна церква в селі.
За даними етнографічної експедиції 1869—1870 років під керівництвом Павла Чубинського, у селі здебільшого проживали греко-католики, які розмовляли українською мовою. 1872 року місцева греко-католицька парафія налічувала 689 вірян.
У 1943 році в селі проживало 501 українець і 196 поляків.
У 1947 році під час операції «Вісла» з Тернова на щойно приєднані до Польщі північно-західні терени були виселені 3 українці, у селі залишилося 253 поляки.
У 1975—1998 роках село належало до Холмського воєводства.

## Населення
Демографічна структура станом на 31 березня 2011 року:
|          | Загалом | Допрацездатний вік | Працездатний вік | Постпрацездатний вік |
| -------- | ------- | ------------------ | ---------------- | -------------------- |
| Чоловіки | 41      | 8                  | 28               | 5                    |
| Жінки    | 54      | 18                 | 31               | 5                    |
| Разом    | 95      | 26                 | 59               | 10                   |